# Wiener AF
Wiener Associationfootball-Club, Wiener AF sau WAF a fost un club profesionist de fotbal cu sediul în Viena, fondat în anul 1910.
A cucerit campionatul Austriei în anul 1914 și Cupa în 1922. În anul 2004, clubul a fost desființat.